# Hiroki Hatahashi
Hiroki Hatahashi (japanisch 畑橋 拓輝 Hatahashi Hiroki; * 4. August 2002 in der Präfektur Tokio) ist ein japanischer Fußballspieler.

## Karriere
Hiroki Hatahashi erlernte das Fußballspielen in der Jugend von Mitsubishi Yowa sowie in der Universitätsmannschaft der Kokushikan-Universität. Seinen ersten Profivertrag unterschrieb er am 1. Februar 2025 bei Blaublitz Akita. Der Verein aus Akita spielt in der zweiten japanischen Liga, der J2 League. Sein Zweitligadebüt gab Hatahashi am 15. März 2025 (3. Spieltag) im Heimspiel gegen den Erstligaabsteiger Hokkaido Consadole Sapporo. Bei der 3:1-Heimniederlage wurde er in der 84. Minute für Yūsei Ozaki eingewechselt.